# BARS (Russie)
Pour les articles homonymes, voir Bars.
L'acronyme BARS (russe : Боевой Армейский Резерв Страны - БАРС; soit Boevoi Armeiski Reserv Stran, Force de combat nationale de réserve) est une force de réserve militaire russe mise en place depuis 2021,. En russe, le mot Барс signifie également "léopard".

## Unités
- BARS-1, Cosaques du Kouban[4],[5]
- BARS-9[6]
- BARS-13, Légion russe[7], commandée par Sergueï Fomtchenkov
- BARS-16, Cosaques du Kouban[8]